# Gamprin
Gamprin (helyi dialektusban Gamprii) település Liechtensteinben.

## Története
A kő-, bronz- és vaskori élet tanúit is megtalálták Gamprinben, a község fontos régészeti lelőhely.
1761 és 1822 között a községek határait úgy alakították ki, hogy megosztották a közös javakat (rétek, árterek, mezők, erdők) Gamprin, Eschen, Ruggell és Mauren között. 
Az 1927-ig működő Rheinmühle nevű malom az ország hercegeinek tulajdonában volt a 18. század közepéig, majd Gamprinhez került. Sokáig komp működött a Rajnán, de az első hídépítés 1868-ban a komp elhagyását jelentette. A mezőgazdaság és az állattenyésztés a 20. század közepéig volt jelentős a település életében, 1955 és 1985 között a gazdaságok száma 61-ről 16-ra csökkent. 2000-ben körülbelül 1600 munkahely volt Gamprinben, ezeknek mintegy háromötöde az ipari szektorban.
A történelem során a települést többször érték háborúk, járványok és árvizek.

## Politika
A község vezetője a 2019-es önkormányzati választások óta Johannes Hasler (FBP), aki a választásokon az érvényes szavazatok 82,4%-át kapta.

## Látnivalók
- Nagyboldogasszony plébániatemplom
- Eskühely: 1699. március 16-án az unterlandi férfiak hűségesküt tettek itt Liechtenstein hercegének.
- Unterländerbrunnen
- Marien-barlang (zarándokhely)
- Lotzagüetle település maradványai a neolitikum Pfyn kultúrájából (kb. Kr. e. 4000)
- Gampriner Seelein, egy tó, amelyet 1927-ben hoztak létre

## Gampriniek
- Otmar Hasler (1953–), tanár és politikus (FBP), a Liechtensteini Hercegség korábbi kormányfője

- Tina Weirather (1989–), alpesi síző, olimpikon

## Fordítás
Ez a szócikk részben vagy egészben  a   Gamprin című német Wikipédia-szócikk fordításán alapul.  Az eredeti cikk szerkesztőit annak laptörténete sorolja fel. Ez a jelzés csupán a megfogalmazás eredetét és a szerzői jogokat jelzi, nem szolgál a cikkben szereplő információk forrásmegjelöléseként.